# Ching Ling Foo
Ching Ling Foo fue el nombre artístico del mago chino Zhu Liankui (: 朱連魁,1854–1922). Está considerado el primer mago del Extremo Oriente en conseguir fama mundial.

## Biografía
Nacido en Pekín, Ching Ling Foo aprendió desde muy joven magia china tradicional enrolado en grupos circenses callejeros y era un intérprete bien respetado en su patria.
Durante una actuación típica, sorprendía a la audiencia respirando humo, tragando fuego y sacando después largas cintas y hasta un bastón de 15 pies de largo (4,6 m) de su boca. En uno de sus trucos más sensacionales Foo utilizaba una espada para cortar la cabeza de un chico sirviente. Entonces, ante el asombro del público, el  chiquillo "sin cabeza" daba media vuelta y salía tranquilamente del escenario.
Otro truco era producir un bol enorme, lleno de agua, desde una tela vacía. Entonces daba otra pasada sobre el cuenco y un niño pequeño salía del bol. Cuando llegó con su espectáculo a los Estados Unidos en 1898 desembarcando en San Francisco, obtuvo un enorme éxito por su exotismo y sus trucos orientales nunca antes vistos en un escenario occidental. Empezó a ofrecer una recompensa de $1.000 a cualquiera que pudiera reproducir su truco del cuenco con agua. Esto era aparentemente para generar publicidad y nunca hubo intención real de entregar la recompensa.
Entre los varios profesionales que se ofrecieron a aceptar el reto, destacó un mago de Nueva York, William Robinson, especialmente decidido. Pero Foo rehusó. Incapaz de reclamar los $1.000, Robinson desarrolló un espectáculo propio de estilo chino y se recreó como oriental bajo el nombre de Chung Ling Soo. Robinson, con su nueva identidad, viajó a Europa y una rivalidad profunda se inició entre los dos hombres. Como Foo solo actuaba en Estados Unidos y Soo en Europa, al principio no hubo problemas pero en 1905 ambos actuaron cada uno en un teatro de Londres y acusaron al otro de impostor.
Un grupo de mujeres chinas con los pies vendados, incluyendo la esposa de Foo, acompañaba al mago fuera de China y eran mostradas como otra atracción más. Otros familiares de Foo también participaban en sus actos. A menudo conjuraba a su hija, Chee Toy, sobre el escenario, mientras su hijo actuaba como acróbata y malabarista.
Las circunstancias de la muerte de Ching Ling Foo en 1922 en Shanghái no son muy conocidas.

## "From Here to Shanghai"
Irving Berlín le incluyó en la letra de su canción “From Here to Shanghai” (1917):
" Comeré a la manera de ellos,
con un par de palillos de madera,
y tendré a Ching Ling Foo,
haciendo todos sus trucos mágicos."
La película de Christopher Nolan, The Prestige, muestra un mago chino que trabaja en Londres, que realiza un truco similar con un bol de agua.